# Jean Dominique Léonard Tarrible
Jean Dominique Léonard Tarrible est un juriste et un homme politique français né à Auch le 10 novembre 1752 et décédé à Paris le 27 février 1821.

## Biographie
Il est avocat au barreau d'Auch lorsque la Révolution éclate. En 1790, il est commissaire du roi, et devient l'un des administrateurs du département du Gers. 
Il mène par la suite une carrière judiciaire. Il est accusateur public, puis président du tribunal criminel du Gers et devient le 24 mai 1800 (4 prairial an VIII) juge au tribunal d'appel du Lot-et-Garonne.
Appelé au Tribunat le 27 mars 1802, il y fera partie de la section de la législation. Jurisconsulte de renom, il y prend une part active à la confection des codes du Premier Empire. Il collabore au répertoire de jurisprudence de Merlin, ainsi qu'aux annales du notariat, recueil paru de 1803 à 1807, en neuf volumes, dont les trois derniers sont uniquement de lui.
En 1807, à la dissolution du Tribunat, il devient conseiller à la Cour des comptes.
Il meurt le 27 février 1821 à Paris, en son domicile situé dans le 11ème arrondissement. À ses obsèques, le baron Brière de Surgey, président de la Cour des comptes lui fait un vibrant hommage.

## Distinctions
- Chevalier de la Légion d'honneur (14 juin 1804)[4]

## Travaux publiés
- Rapport fait par Tarrible au nom de la section de législation, sur le projet de loi tendant à attribuer au Tribunal criminel de la Seine la connaissance de tous les crimes de faux commis soit en effets nationaux, soit sur les pièces de comptabilité qui intéressent le Trésor public. Séance du 29 germinal an XI, Paris, Impr. nationale, an XI, 4 p.
- Rapport fait par Tarrible au nom de la Section de Législation, sur le projet de loi relatif au Mandat, (Code civil). 16 Ventôse an XII, 18 pp
- Manuel des justices de paix, ou Traité des servitudes foncières et des tutelles, à l'usage des juges de paix, Paris, Artaud, 1806, 150-X p.
- Lettre à M. Jousselin, au sujet de la demande en cassation du sieur Lomme, contre les frères Joannis (Paris, broch. in-4°, 1816).